# Emesis
Emesis is een geslacht van vlinders uit de familie van de prachtvlinders (Riodinidae), onderfamilie Riodininae.
Emesis werd in 1807 beschreven door Fabricius.

## Soorten
Emesis omvat de volgende soorten:
- E. adelpha Le Cerf, 1958
- E. aerigera (Stichel, 1910)
- E. angularis Hewitson, 1870
- E. ares (W. Edwards, 1882)
- E. arnacis Stichel, 1928
- E. aurimna (Boisduval, 1870)
- E. borealis (Grote & Robinson, 1866)
- E. brimo Godman & Salvin, 1889
- E. castigata Stichel, 1910
- E. cereus (Linnaeus, 1767)
- E. cilix Hewitson, 1870
- E. condigna Stichel, 1925
- E. cratida Doubleday, 1847
- E. cronina Schaus, 1928
- E. cypria C. & R. Felder, 1861
- E. diogenia Prittwitz, 1865
- E. elegia Stichel, 1929
- E. emesia (Hewitson, 1867)
- E. eurydice Godman, 1903
- E. fastidiosa Ménétries, 1855
- E. fatima (Cramer, 1780)
- E. fatimella Westwood, 1851
- E. fulmen (Stichel, 1910)
- E. glaucescens Talbot, 1929
- E. guppyi Kaye, 1904
- E. guttata (Stichel, 1910)
- E. heteroclita Stichel, 1929
- E. heterochroa Hopffer, 1874
- E. irina (Stichel, 1928)
- E. iris (Staudinger, 1876)
- E. lacrines Hewitson, 1870
- E. liodes Godman & Salvin, 1886
- E. lucinda (Cramer, 1775)
- E. lupina Godman & Salvin, 1886
- E. lycortas Doubleday, 1847
- E. maeonis Doubleday, 1847
- E. mandana (Cramer, 1780)
- E. muticum (McAlpine, 1937)
- E. neemias Hewitson, 1872
- E. nilus (Felder, 1861)
- E. nomaea Doubleday, 1847
- E. ocypore (Geyer, 1837)
- E. orichalceus Stichel, 1916
- E. peruviana (Lathy, 1904)
- E. poeas Godman, 1901
- E. progne (Godman, 1903)

- E. pseudomandana Röber, 1927
- E. rabatta (Dyar, 1916)
- E. rawsoni (McAlpine, 1939)
- E. russula Stichel, 1910
- E. satema (Schaus, 1902)
- E. saturata Godman & Salvin, 1886
- E. sinuata Hewitson, 1877
- E. sinuatus Hewitson, 1877
- E. spreta H. Bates, 1868
- E. tegula Godman & Salvin, 1886
- E. temesa (Hewitson, 1870)
- E. tenedia C. & R. Felder, 1861
- E. toltec Reakirt, 1866
- E. tristis Stichel, 1929
- E. velutina (Godman & Salvin, 1878)
- E. vimena Schaus, 1928
- E. vulpina Godman & Salvin, 1886
- E. wrighti (Holland, 1930)
- E. xanthosa (Stichel, 1910)
- E. zela Butler, 1870